# 겨우살이
겨우살이(문화어: 겨울나이, mistletoe)는 단향과의 식물이다. 학명은 Viscum coloratum이다.
다른 나무에 기생해서 자라며 스스로 광합성을 하기도 해서 반기생식물이라고 한다. 자신의 광합성으로는 부족해서 숙주에게서 물이나 양분의 일부를 빼앗아 이용하는 것이다. 팽나무, 배나무, 밤나무, 느릅나무에 붙어 살며 참나무속에 가장 많이 붙어 산다.
늘푸른 떨기나무로 황록색 줄기와 잎으로 Y자를 만들며 새둥지 같이 둥근 모양을 만든다. 겨울에 얹혀 사는 나무의 잎이 다 져야 온전한 모습을 볼 수 있다. 잎은 마주나고 피침형이거나 타원형으로 길이 2~6 cm, 너비 5~10mmm로 길쭉하며 가죽질로 두툼하다. 잎끝이 둥그스름하고 가장자리는 매끈하다. 잎자루가 없으며 진한 풀색으로 윤기가 나지 않는다. 암수딴그루로 늦은 겨울이나 이른봄, 가지 끝의 마주난 잎 사이에 연노란색의 자잘한 꽃이 피고 꽃대는 없으며 작은 포(苞)는 접시모양이다 가을에 지름 5mm가 조금 넘고 둥근 열매가 누렇게 익는데 반투명하다.
다른 품종으로 열매가 붉은색으로 익는 붉은겨우살이(Viscum coloratum f. rubroaurantiacum)가 있다.

## 같이 보기
대체 암 치료법

## 참고 자료
- 《우리가 정말 알아야 할 우리 나무 백 가지》(현암사, 1995) ISBN 89-323-0830-6
- 《나무 쉽게 찾기》(진선출판사, 2004) ISBN 978-89-7221-414-4
- 《나무도감》(도서출판 보리, 2001) ISBN 89-8428-060-7